# Ameiva quadrilineata
Ameiva quadrilineata är en ödleart som beskrevs av  Hallowell 1861. Ameiva quadrilineata ingår i släktet Ameiva och familjen tejuödlor. IUCN kategoriserar arten globalt som livskraftig. Inga underarter finns listade i Catalogue of Life.

## Bildgalleri

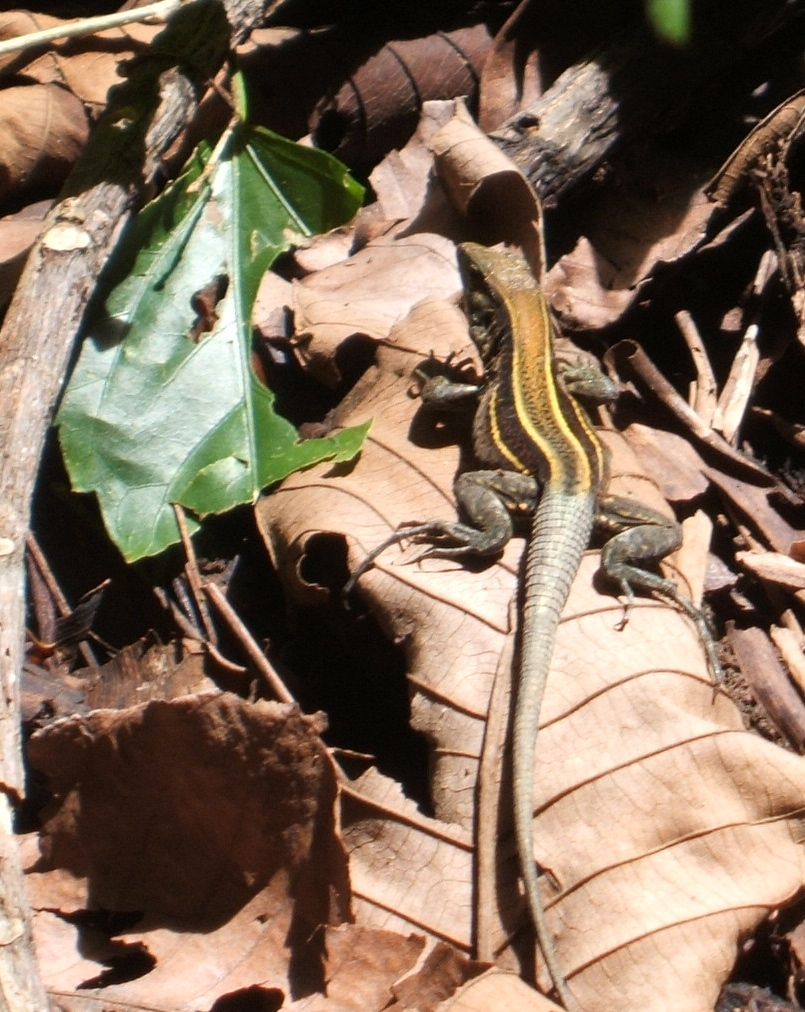